# Muscina dorsilinea
Muscina dorsilinea är en tvåvingeart som först beskrevs av Wulp 1896.  Muscina dorsilinea ingår i släktet Muscina och familjen husflugor. Inga underarter finns listade i Catalogue of Life.